# هیلی‌بی
هیلی‌بی (به سوئدی: Hyllieby) یک منطقهٔ مسکونی در سوئد است که در بخش مالمو واقع شده‌است. هیلی‌بی ۱٬۲۲۰ نفر جمعیت دارد.